# Informe King-Crane
El Informe King-Crane, oficialmente el Informa de la Comisión Interaliada de Mandatos de Turquía de 1919 fue una investigación promovida por el presidente de los Estados Unidos Woodrow Wilson en 1919, en relación a la organización territorial de las áreas no-turcas del antiguo Imperio Otomano. 
Se trata de una serie de encuestas y sondeos en el terreno sobre la opinión y los deseos de las élites locales sobre la administración en Estados de estos territorios, y de las preferencias por el Sistema de mandatos establecido por la Sociedad de Naciones. La comisión visitó parte de Palestina, Siria, Líbano y Anatolia, y la lideraron Henry Churchill King y Charles R. Crane.

## Informe sobre Siria

### Peticiones, programas políticos y críticas

Territorios del Imperio Otomano en Oriente Próximo a principios del s. XX.

El programa político más secundado fue el establecido en el Congreso Sirio de Damasco. De los encuestados, el 80,4% se muestra a favor de una Siria Unida e independiente, sin separación de Palestina ni del Líbano, pero con respeto a los derechos de las minorías y dotar a ciertas regiones de autonomía.
En cuanto a la forma de gobierno, casi el 60% de la población sondeada apostaba por un reino constitucional democrático, y un porcentaje muy parecido quería al emir Faisal como rey. Mostraba su rechazo al artículo 22 de la Sociedad de Naciones (que les ponía en un escalón intermedio de desarrollo, y que por ello necesitaban una potencia mandataria), y la preferencia por Estados Unidos (60%) en caso obligado de mandato, mientras que Reino Unido sería la segunda opción más preferida por la población (55,3%). También destaca el rechazo a un Mandato francés, que solo cerca de un 15% lo apoyaría.
Más contundente es la postura respecto al sionismo, cuyo programa de crear un Estado judío en Palestina rechazó el 72,3% de los encuestados.
Otros proyectos políticos son el Programa del Líbano, que consideraba la independencia del denominado “Gran Líbano”, preferido en primer lugar por el amparo de Francia (139 peticiones). La alternativa era que fuera una provincia autónoma dentro de un Estado Sirio Unido, preferida como segunda opción (49 peticiones); y en último lugar como independiente y sin la tutela de ninguna gran potencia (33 peticiones).
Además, se registran una serie de quejas de fuentes cristianas a un gobierno exclusivamente árabe (35 peticiones). Otra protesta que concierne a más de la mitad de las peticiones es el artículo 22 de la Sociedad de Naciones, donde se subraya la capacidad de “ciertas comunidades antes pertenecientes al Imperio Otomano” de poder ser “naciones independientes”, bajo la “asistencia administrativa de una potencia mandataria”. Asimismo, un 52% de las peticiones rechaza los acuerdos secretos para dividir Siria sin el consentimiento de la población.

#### Geografía de las peticiones
El 80,4% de las peticiones reclamaban una Gran Siria, que incluyera Cilicia, el desierto sirio y Palestina. Estaría delimitado “al norte por las Montañas Taurus, siguiendo por los ríos Éufrates y Khabur, por el este desde Abu Kamal hasta Al Ruf, en el sur desde Rafa y desde Al Juf hasta Akaba, y el mar Mediterráneo en el oeste”.
Cerca de un 17% de peticiones iban destinadas a un Gran Líbano independiente: 203, de las cuales 139 prefería a Francia como potencia mandataria. Una demanda contrastada por las más de mil protestas en contra de un Líbano independiente, y por 33 delegaciones libanesas (tanto cristianas como musulmanas), pidiendo un Líbano autónomo dentro del Estado sirio.

##### Área bajo ocupación británica
En Palestina, los “musulmanes constituyen cuatro quintas partes de la población”. Según los sondeos, su postura es prácticamente “unánime a favor de la independencia de Siria Unida”. Entre los cristianos, las peticiones están repartidas a favor de un mandato británico o francés.
Por otra parte, los judíos encuestados están todos a favor del Programa Sionista, que contemplaba la creación de un “hogar nacional de los judíos” en Palestina, bajo el amparo de Reino Unido, y a favor de la libre inmigración de judíos al nuevo país.
En lo referente al custodio de los Lugares Sagrados de Jerusalén, el informe aboga por una potencia mandataria, cuya composición debería en todo caso “asegurar la conservación [de los lugares] y promover la armonía”.

##### Área bajo ocupación francesa
Tanto los musulmanes como los drusos aceptaron asistencia americana o británica, mientras que los católicos y los maronitas apoyaban a Francia, la mayoría estos últimos libaneses. Una opción, esta última, que suscitaba rechazo entre suníes, chiíes, griegos ortodoxos y protestantes.
El informe señala respecto a la población del Líbano el aumento de la riqueza entre las organizaciones eclesiásticas y monacales de allí, respecto al resto de la región. Sugiere, en definitiva, “un Líbano con más capacidad de autonomía, pero integrado en la Gran Siria”.

##### Área bajo ocupación árabe
La mayor parte de la población se mostró conforme a las resoluciones del Congreso Sirio de Damasco, a favor de una Siria Unida, y en contra de cualquier injerencia francesa y del programa sionista. Los judíos de la zona, por su parte, solicitaron autonomía propia, los drusos apoyaban un gobierno árabe bajo mandato británico, mientras que entre los cristianos no hubo una postura más o menos unánime.
.
Consideraciones generales
El informe acordaba la separación de “Armenia, Siria, Mesopotamia, Palestina y Arabia del Imperio Otomano”, y reconoce la capacidad de ciertas comunidades de ser reconocidas como naciones independientes. Que a estos territorios se les diera la oportunidad de desarrollarse bajo la tutela de una potencia mandataria, y que la elección de dicho mandato debiera ser acorde a las circunstancias de cada región.
Asimismo, la comisión americana pone de manifiesto sus “dudas sobre la sinceridad de los Aliados (Francia y Reino Unido) de contribuir al desarrollo como Estados independientes de las porciones árabes del antiguo Imperio Otomano”.
La condición de la región como lugar de nacimiento de las tres grandes religiones monoteístas (judaísmo, cristianismo e islam), así como la posición geoestratégica que ocupa, en el punto de unión entre Europa, Asia y África, dan, según el informe, la oportunidad de “construir en Siria (…) las bases modernas de total libertad religiosa (…), y especialmente de salvaguardar los derechos de las minorías. Es una cuestión de justicia hacia los árabes, en reconocimiento de (…) su deseo de expresión nacional”.
Por otro lado, señala como obstáculos a la unidad de Siria la “aparente falta de voluntad” de lidiar con esta situación de “los británicos desde Palestina, o los franceses desde Beirut y Líbano”; el rechazo al programa sionista por parte de musulmanes y cristianos; la demanda de independencia del Líbano; y una fuerte oposición de los árabes a cualquier control francés.

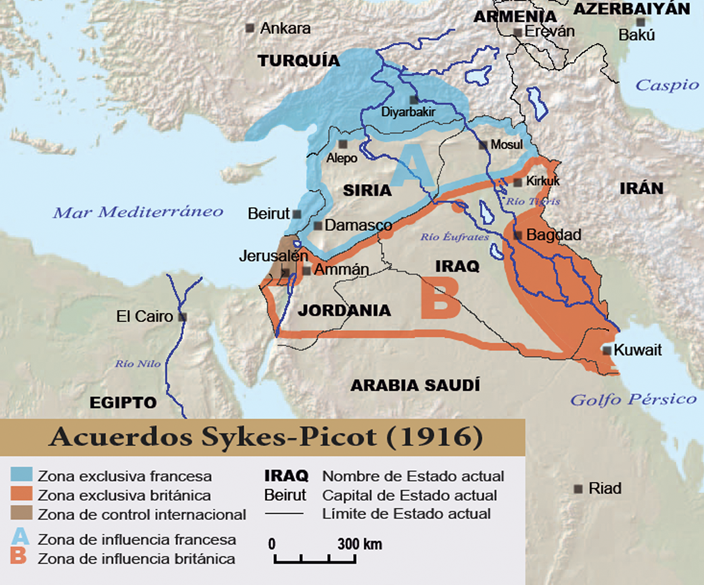
Así quedó repartida la zona tras los acuerdos de Sykes-Picot en 1916.

### Recomendaciones
En primer lugar, que la administración extranjera no vaya como potencia colonizadora sino como mandataria, que vele por el “bienestar y el desarrollo del pueblo sirio”. Este mandato debería ser de una duración suficiente para asegurar el futuro del nuevo Estado. Entre sus prioridades, poner el énfasis en la educación, y buscar un “autogobierno independiente tan pronto como las condiciones lo permitan”. Previene a las potencias mandatarias de intentar “beneficiarse de su posición o de establecer privilegios”. Además, debe asegurar la “libertad religiosa, y los derechos de todas las minorías”.
En segundo lugar, el informe recomienda preservar la unidad de Siria, “en respuesta a los deseos de la mayoría de la población”; dotar al Líbano de mayor “autonomía local”, dentro de una Siria con gobierno descentralizado. Al mismo tiempo, aconseja garantizar una “autonomía local razonable, para reducir la fricción entre grupos”, pero con un solo mandato para dar unidad al Estado sirio. Aconseja también incluir a Palestina dentro de Siria, pero, al igual que Líbano, con un tratamiento único, al ser la “Tierra Sagrada” para judíos, musulmanes y cristianos.
En cuanto a la forma de gobierno, se recomienda establecer una monarquía constitucional democrática, con el emir Faisal como rey, ya que ha sido “expresiva y unánimemente demandado por el Congreso de Damasco en nombre del pueblo sirio”.

## Informe sobre Mesopotamia
Aunque la comisión no pudo visitar Mesopotamia, el escrito recomienda, al igual que en Siria, que la administración foránea acuda “no como potencia colonial”, sino como “mandataria” en aras del “bienestar y desarrollo” del pueblo de Mesopotamia, y que vele por los derechos de la gente.
De la misma manera, propone una monarquía constitucional democrática. Asimismo, el informe subraya que el “Programa de Mesopotamia expresa su elección de América [Estados Unidos] como mandatario, y sin segunda opción”.
En cuanto a las fronteras, señala que debería incluir las provincias de “Basora, Bagdad y Mosul”, y los “kurdos del sur y los asirios bien podrían estar anexionados a Mesopotamia”.

## Informe sobre áreas no-árabes del antiguo Imperio Otomano
Turquía
El informe muestra su preocupación por el mal gobierno del Imperio Otomano, “caracterizado por la incesante corrupción, saqueo y soborno”. Lo califica de “negativo” e “intolerante” hacia otros pueblos. Denuncia las “horribles masacres de los armenios (…) y las deportaciones de los griegos” y culpa directamente al gobierno turco de estos acontecimientos.
Propone que Constantinopla sea una ciudad-Estado, “directa y permanentemente investido en la Sociedad de Naciones, pero controlado (…) a través de un único mandatario”. Sugiere que esta potencia mandataria no tenga intereses en la zona, y que esté controlado por un régimen especial.
En lo referente al resto de la península de Anatolia, esta pertenecería un Estado turco, salvaguardando los derechos de las minorías étnicas y religiosas.
Armenia
La comisión señala respecto a Armenia que el territorio debe venir de restos del Imperio Otomano y de Rusia, y alerta del peligro de juntarse en un mismo Estado con “turcos, kurdos y otras razas”, dada su “tradicional hostilidad”. Cuestiona su capacidad de autogobernarse, por lo que propone un mandato. Advierte asimismo que la población que ocuparían los armenios en este nuevo Estado sería únicamente de un tercio.
Grecia
Se considera a los griegos con la capacidad de establecer un Estado-nación independiente y que tienen el nivel educativo suficiente para el autogobierno. Además, se llama al respeto y a la tolerancia entre griegos y turcos.
Cilicia
El informe recomienda que Cilicia no debe separarse de Anatolia, y, por lo tanto, estar incluida en Turquía, pese a que, desde las encuestas realizadas en Siria, se anhelaba su anexión.

## Sionismo
El Programa Sionista contemplaba la creación de un Estado exclusivamente judío en Palestina, el “hogar nacional”, favoreciendo la inmigración de otros judíos del mundo al nuevo Estado y pretendiendo “despojar prácticamente de todas sus posesiones a los actuales habitantes no judíos de Palestina”.
La comisión encontró un fuerte rechazo al Programa Sionista entre la población no-judía, no solo en Palestina sino en toda Siria, y advirtió que dicho proyecto solo podría ser llevado a cabo mediante la fuerza de las armas.
Ofrecen como solución la inclusión de Palestina en Siria, y que los Lugares Sagrados de Jerusalén fueran administrados por una comisión internacional e interreligiosa.

## Críticas al informe
El Informe King-Crane fue visto desde el primer momento por Francia y Reino Unido como “un obstáculo a las ambiciones imperiales”. Un intento por parte del presidente estadounidense Woodrow Wilson de establecer Estados nación sobre la base de los principios de la autodeterminación nacional. “En opinión de Reino Unido y Francia, la comisión encargada de recoger aquellos datos retrasaría por espacio de varios meses (…) durante el cual tendrían entera libertad para repartirse los territorios árabes como mejor les pareciese”, y como de hecho sucedió.
Por su parte, el emir Faisal presentó la “Comisión King-Crane como una especie de anexo por el que las grandes potencias venían a reconocer las aspiraciones árabes”, es decir, su idea de una gran nación árabe. De esta manera, “los nacionalistas sirios se pusieron a trabajar para conseguir que el pueblo de Siria respaldara un programa de acción común”, Faisal movilizó a los nacionalistas árabes en aras de una respuesta lo más unánime posible a favor de una Siria unida.
Desde otra perspectiva, se puede dudar de la honestidad del informe a la hora de señalar a Estados Unidos como potencia mandataria preferida por la población. La comisión fue encargada por y para la administración Wilson, por lo que es posible que estos resultados no fueran totalmente fidedignos.

## Repercusiones
- El informe, remitido a la delegación estadounidense a finales de agosto de 1919, no vería la luz hasta tres años más tarde, en 1922.

- En 1920, Faisal fue nombrado rey de Siria en Damasco, en un territorio que incluía Palestina y el Líbano. La reacción francesa fue una amenaza con ocupar militarmente la capital siria, que finalmente llevaron a cabo, y prolongaron su presencia colonial en el Sham, esto es, en el territorio reclamado por los nacionalistas sirios.[6]

- Reino Unido y Francia impusieron las fronteras del Acuerdo Sykes-Picot (1916), por el cual se separaba a Líbano, Jordania y Palestina del proyecto de la Gran Siria, y que repartía la región en dos zonas de influencia: británica y francesa. Dicha división de fronteras dio lugar a los límites territoriales de los Estados actuales en la región, y es uno de los factores a tener en cuenta en los conflictos de la zona de las últimas décadas y de la actualidad.

- El Líbano consiguió en 1920 un territorio que albergaba el Monte Líbano (áreas maronitas y drusas), y la anexión de otras ciudades costeras que incluían la presencia de poblaciones suníes y chiíes. El poder de las élites cristianas y maronitas locales, así como sus simpatías con Francia, facilitaron en buena medida que se cumplieran sus aspiraciones nacionalistas con creces.

- Palestina acabó siguiendo la Declaración Balfour de 1917, una carta del gobierno británico que asumía su Mandato sobre esa zona y que “desembocó en la judaización oficial”[7] de Palestina, en línea con el Programa Sionista. La inmigración judía se incrementó hasta la Segunda Guerra Mundial, mientras los sionistas ganaron presencia en la zona, e imponiendo los cimientos del actual Estado de Israel.